# ميناء دمياط
يقع ميناء دمياط على بعد حوالي 8.5 كيلو مترات غرب فرع دمياط لنهر النيل غرب رأس البر في البحر المتوسط بمدينة كفر البطيخ وعلى مسافة حوالي 70 كيلو متر غرب ميناء بورسعيد. أفتتحه الرئيس مبارك كأول ميناء مصري يعمل إليكترونيا، تكلف إنشائه 190 مليون جنيه مصري، حوالي 30.6 مليون دولار، وتغطى منشآت الميناء مساحة قدرها 11.8 كيلو متر مربع. ويحد الميناء خط وهمى يصل بين نهايتي حاجزى الأمواج الخارجيين الشرقي والغربي.

## إحداثياته
تبلغ مساحة الميناء الكلية 11.8 مليون متر مربع أما مساحة المسطح المائي الحالي 3.9 مليون م2 وسيزيد في المستقبل إلى 4.3 مليون م2
بالنسبة إلى مساحة المسطح الأرضي الحالي 7.9 مليون م2 وسيزيد في المستقبل إلى 8.6مليون م2. تقدر النسبة بين المسطح المائي إلى مساحـة الميناء الكلية (حالياً) 1 : 3 وبعد اكتمال التطوير المستقبلي ستكون نفس النسبة، تعمل على مدار 24 ساعة، وتضم 96 نقطة لحاويات الثلاجة، و10 ونشات مثبته على قضبان، وعشرة ونشات ساحة، وجميع أوناش التحميل الرأسية وونش الشوكة، والتريلات. إلى جانب قناة ملاحية تربط الميناء بنهر النيل، يبلغ طولها 5.4 كيلومتر، وعرضها 90 مترا، وعمق يصل إلى خمسة أمتار

## محطة الحاويات
محطة حاويات الميناء تعد إحدى أهم المحطات في المنطقة، ويوجد بها أربعة أرصفة حاويات، يبلغ طولها ألفا و50 مترا، وعمقها 14.5 متر، وتحتل مساحة تبلغ 465 ألف متر مربع، ويوجد بها منطقة للتوسعات المستقبلية تبلغ نحو 800 ألف متر مربع، محطة حاويات الميناء مزودة بعدد عشرة ونشات، وتداولت المحطة - طبقا لآخر إحصائيات خلال عام 2004 - أكثر من مليون حاوية، وتم تزويدها بنظام معلوماتى، يساعد بفاعلية في تخطيط ومراقبة الساحات وال سفن وال سكك الحديدية، ومعدات تداول الحاويات، كما يساعد على زيادة كفاءة المحطة، وتقليل معدات التداول. مكن شحن وتفريغ سفن الجيل الثالث والرابع على جميع أرصفه الميناء الستة عشر، بطول إجمالى يبلغ نحو أربعة آلاف متر، وعمق يتراوح ما بين 12 و14.5متر.

## خدمات المحطة
وتقدم المحطة تسهيلات، منها: مساحة للتخزين البارد والبضائع المجمدة تبلغ ثلاثة آلاف متر، وأخرى لتخزين الأخشاب والصلب والمواد الغذائية، تبلغ أيضا ثلاثة آلاف متر مربع، وتضم وصلات سكة حديد تربط الميناء بشبكة الطرق الوطنية، الميناء يضم - أيضا - محطة للغلال، يبلغ طول أرصفتها 600 متر وعمق 14.5 متر، وصومعة لتخزين الغلال تبلغ طاقتها 150 ألف طن سنويا، وسقيفه للتعبئة مساحتها خمسة آلاف متر مربع، بطاقة تبلغ ثلاثة آلاف طن يوميا. المنطقة الحرة بالميناء تمتد على مساحة 798 ألف متر مربع؛ لخدمة المشروعات الصناعية والتخزينية، وإعادة التصدير مقابل تعريفة مخفضة، بجانب إنشاء مبنى لخدمة المستثمرين يضم جميع الأنشطة الاستثمارية بالميناء، على مساحة ستة آلاف و357 مترا مربعا، به 235 وحدة إدارية.

## إمكانيات المحطة المستقبلية
هناك إمكانية - أيضا - لإقامة مشروع لوجستى للصناعة التكاملية للسيارات على مساحة 88 ألف متر مربع، مزودة برصيف لاستيراد وتجميع وتوزيع وإعادة تصدير السيارات، على أن يتم في مرحلة لاحقة إقامة محطة حاويات حديثة متكاملة، بما في ذلك إنشاء رصيف بطول 1130 مترا بعمق 15.5 متر، بنظام المشاركة أو بنظام «بي.أو.تي»، بتكلفة تبلغ مائة مليون دولار، بالإضافة إلى إمكانية إنشاء محطة كهرباء تدار بالغاز الطبيعي تبلغ قدرتها 5 ميغاوات؛ لإنتاج الطاقة الكهربائية اللازمة للميناء والمشروعات اللوجستية الحالية والمستقبلية، مع إمكانية تصدير الفائض إلى الجهات الخارجية ب محافظة دمياط؛ باستغلال خطوط الغاز الطبيعي الواصلة لشركات الغاز العاملة بالميناء.

## تطوير ميناء دمياط
كان من المفترض تعميق المجرى الملاحى لدخول الميناء منذ سنه 2007 حيث تعاقدت هيئه ميناء دمياط مع شركه كويتيه لاقامه رصيف وشركه تداول حاويات جديده وكان من ضمن التعاقد ان تقوم الشركة الكويتية بتعميق المجري الملاحى ولكن تعثرت الشركة الكويتية وإلى الآن لم بتم التعميق مع العلم ان المراكب والسفن قد تطورت لاجيال عملاقه تحتاج إلى عمق غاطس كبير لكى يمكنها دخول الموانى

## إحصائيات
يذكر أن المعدلات الإنتاجية للميناء زادت إلى نحو 25 مليون طن في السنة، بينما تبلغ طاقته التصميمية 5.6 مليون طن، وهو أكبر الموانئ التصديرية المصرية؛ حيث بلغ إجمالي ما تم تصديره عبر الميناء خلال العام الحالي 12.8 مليون طن، بينما بلغ ما تم تصديره العام الماضي 4.8مليون طن، وبلغ عدد السفن التي استقبلها الميناء خلال العام المنصرم ألفين و550 سفينة.

## المصدر
هيئة ميناء دمياط
صحيفة (الشرق الأوسط) اللندنية